# Liste des familles nobles d'Auvergne
La liste des familles nobles d'Auvergne répertorie les principales familles nobles, originaires ou possessionnées, de la province d'Auvergne et du Velay.

## Dénombrement
Les premières listes de la noblesse d'Auvergne sont celles des convocations aux séances, aux états et aux bans et arrière-bans, en particulier les « montres », revues de gens de guerre, ainsi la liste faite à Saint-Affrique en 1387 pour le comte de Rodez, vicomte de Carlat, qui comporte 248 noms (dont une bonne moitié de rouergats), avec certains représentés plusieurs fois, omettant les familles absentes faute d'individu en âge de porter les armes.
Les recherches de faux nobles faites entre 1653 et 1727 et les anoblissements et confirmations de 1643 à 1771, ont été publiés par Louis de Ribier, ainsi que les différents fonds de preuves de noblesse pour l'école militaire, les pages, l'institution Saint-Louis de Saint-Cyr, les chapitres nobles.
Le dernier recensement est la convocation à l'assemblée primaire de la noblesse du Rouergue, en 1789. La revue, qui comporte environ 250 familles, a été publiée par Régis Valette dans son Catalogue de la noblesse. De même que les précédentes listes, elle omet certaines familles d'Auvergne séjournant dans une autre province et inclut des familles nobles d'autres provinces.
À partir de 1846, paraîtront les huit volumes du Nobiliaire d'Auvergne de Jean-Baptiste Bouillet, complétés en 1884 par le Dictionnaire des anciennes familles de l'Auvergne d'Ambroise Tardieu.
On trouvera certains blasons dans l'Armorial des familles d'Auvergne ou celui du Velay.
- Haut – A
- B
- C
- D
- E
- F
- G
- H
- I
- J
- K
- L
- M
- N
- O
- P
- Q
- R
- S
- T
- U
- V
- W
- X
- Y
- Z

### A
- des Aix de Veygoux alias Desaix[1],[2]
- d'Albiat[3],[1]
- d'Aldebert de Seveyrac[4],[1]
- d'Anglars (de la Garde, de Bassignac)[5],[1] (Haute-Auvergne)
- d'Anterroches[6],[1] (Haute-Auvergne) d'extraction chevaleresque
- d'Antil de Ligondès[7],[1]
- d'Apchon puis de Saint-Germain d'Apchon[8],[1] (Haute-Auvergne) famille attestée avant le XIIe siècle, qui rivalisait alors avec les Beaufort pour être la première de Haute-Auvergne ; condamnée lors des Grands jours d'Auvergne.
- Aragonès d'Orcet[9],[1]
- d'Armagnac[10] famille attestée avant le XIIe siècle, originaire d'Aquitaine
- Aubert[11] orig. Limousin
- Arnauld de Pomponne[12]
- d'Aurelle de Colombines[13],[1] (Haute-Auvergne)
- d'Aurillac[14] (Haute-Auvergne)
- Autier de Villemontée[15],[1]
- d'Auvergne[16] famille attestée avant le XIIe siècle
- Aycelin[17] (Basse-Auvergne)

### B
- de Baffie[18] (Ambert, Baffie, Viverols)
- de Balzac d'Entraigues[19]
- de Bar de la Garde[20],[1]
- de Bardet de Burc[21]
- de Bayle[22],[1]
- de Beauclair[23] (Haute-Auvergne)
- de Beaufort[24] disputait aux comtours d'Apchon le titre de première famille de Haute-Auvergne
- de Beaufranchet[25]
- de Bégon de Larouzière[26]
- de Benoît de Fontenille[1]
- de Béral de Massebeau[27] (Haute-Auvergne)
- Bérard de Chazelles[28],[1]
- de Bertrand ou Bertrandi[29]
- Blau de Gibertès[30],[1]
- de Blot[31] cf. Chauvigny
- Bohier de Saint-Cirgues[32]
- de Boisset de Torsiac, de la Salle[33]
- de Boissieux[34],[1],[35] (Haute-Auvergne) verriers
- de Bonafos de Bélinay, de La Mothe[36] (Haute-Auvergne)
- de Bonnevie de Pogniat[37],[1]
- de Bosredon[38],[1]
- de Bouillé du Charriol[39],[1]
- de Bourbon-Malauze[40] (famille condamnée lors des Grands jours d'Auvergne)
- des Bravards d'Eyssat du Prat[41]
- de Brezons[42] comtours, famille attestée avant le XIIe siècle
- de Brioude[43] famille attestée avant le XIIe siècle
- de Brugier de Rochebrune[44],[1]
- Brugière de Barante[45],[1] (Empire)
- de Brun[46],[35] verriers

### C
- de Cabanes de Comblat[47],[1] (Carladès)
- de Caissac[48],[1]
- Calemard de Lafayette[49]
- Calmard de Récuyer[49] (Viverols, Saillans)
- Cambefort[50],[1]
- Capelle de Clavières[51]
- de Cardaillac[52],[53] baillis de Carlat, vicomtes de Murat, seigneurs de Saint-Cernin ; famille attestée avant le XIIe siècle, originaire du Quercy.
- de Cardaillac de Végènes[54], originaire du Quercy.
- de Carlat[55] famille attestée avant le XIIe siècle, originaire de Millau.
- de La Carrière : cf. Lacarrière
- de Cassagnes de Beaufort[56]
- de Cère[57](Carladès)
- de Chabannes de Curton, de la Palice[58],[1] (Haute-Auvergne)
- de Chabrol[59],[1]
- de Chalambel[1] (Restauration)
- de Chalus de Prondines[60],[1] extraction 1412
- de Chalus de Sansac[61]
- Chalvet de Rochemonteix[62],[1] (Haute-Auvergne)
- de Chambon d'Anterroches[63]
- de Champeix[64],[65] cf. Saint-Floret
- Chapel de la Pachevie, de la Salle[66],[1]
- Chapt de Rastinhac[67] (Carladès)
- de Chapteuil[68] famille attestée avant le Xe siècle ; cf. Faÿ.
- Chardon du Ranquet[69],[1]
- Charrier de Fléchac[70],[1]
- de La Chassaigne de Sereys[71],[1]
- de Chaudesaigues de Tarrieux[72],[1] (Haute-Auvergne)
- de Chaumeil[73],[74] (Haute-Auvergne)
- de Chaunac-Lanzac, de Chaunac de Montlauzis[75],[76] (Carladès)
- de Chauvigny de Blot[77] (Bourbonnais)
- de Chavagnac[78]
- de Chazelles, Chazelles-Lunac[79],[76]
- de Chazette de Bargues[80],[1]
- de Claviers[81] comtours, famille attestée avant le XIIe siècle
- Coffinhal du Noyer[82],[1] (Restauration) (Carladès)
- de Coisse[83],[1] (Arlanc)
- Collinet de Niossel ou Niocel de Labeau[84],[1],[76] (Haute-Auvergne)
- de Colomb du Theil[35] verriers
- de Conquans[85],[1] (Carladès)
- Constant[86] Seigneur du Bouchet, Vertolaye
- de Cordebœuf de Beauverger de Montgon[87],[1]
- Cornaro de Curton[88],[1],[89] (Haute-Auvergne)
- de Courtilhe de Giat[90],[1]
- de Cousin de La Tour-Fondue[91],[1]
- de Crest[92]
- du Crozet ou Croset de Bellestat[93],[1] (Cumignat, Sauvessanges, Viverols)

### D
- Dacbert de Bosredont[94] cf. Bosredon
- Damas[95],[96] famille attestée avant le XIe siècle
- Dalmas d'Aubières[95],[1]
- Delolm de Lalaubie[97],[1] (Haute-Auvergne) (Restauration)
- Delpeuch (Dupuy)[98] voir du Puy
- Delzons[99],[1] (Empire) (Haute-Auvergne)
- de Dienne, du Puy, de Cheylade, de Chavagnac[100],[101],[1] (Haute-Auvergne) comtours, famille attestée avant le XIIe siècle.
- de Douhet d'Auzers[102],[1] (Haute-Auvergne)
- Dubois de Saint-Étienne[1]
- Duprat : cf. du Prat
- Dupuy[98] cf. du Puy
- de Durat[103] (Basse-Auvergne)
- de Durfort[104] (Haute-Auvergne)

### E
- d'Escaffres[105] (Carladès)
- d'Espinchal[106],[1] (Haute-Auvergne) (famille condamnée lors des Grands jours)
- d'Estaing[107],[1]
- de l'Estang[108] (Haute-Auvergne)

### F
- Falcon de Longevialle[109],[1] (Haute-Auvergne)
- de Falvard[110] (Haute-Auvergne)
- de Faÿ[111] marquis de la Tour-Maubourg
- du Fayet de la Tour[112],[1] (Haute-Auvergne)
- de La Fayette[113]
- de Felzins de Montmurat[114]
- de Feydit alias Faydit ou Feydin[115]
- de Filiquier[35],[76] (Haute-Auvergne) verriers
- de Fontanges[116],[1] (Haute-Auvergne)
- de Fortet[117] (Haute-Auvergne) anc. bourgeoisie d'Aurillac
- de Frédeville[118]
- de Frétat[119]

### G
- de Gaches de Venzac et de Belmont[120],[121] (Carladès)
- de Gain de Montagnac[122],[1]
- de La Garde-Chambonas[123] (Carladès)
- de La Garde de Saignes[124] (Haute-Auvergne)
- de Gausserand[125] (Carladès)
- de Gayffier de Bessettes[126] race chevaleresque
- de Giat olim Giac[127],[128]
- de Gibertès ou Gilbertès[129] voir aussi Blau
- Gillet d'Auriac[130],[1]
- de Giou alias Gioux de Mamou[131] (Haute-Auvergne) comtours
- Giraud des Écherolles[132]
- de Gironde[133]
- Girot de Langlade[134] anoblie en 1827
- Gouge de Charpaigne[135]
- de Goÿs de Mézeyrac[136]
- du Greil de La Volpilière[137],[1] (Carladès)
- Grellet de la Deyte[138]
- de Grenier[139],[35] verriers
- Le Groing[140],[1]
- de Guirard de Montarnal[141] (Carladès)

### H
- d'Hérail de Pierrefort de La Roue[142] orig. Rouergue
- Higonet[143],[1] (Cantal) (Restauration)
- d'Humières[144],[1] (Carladès) (extraction)

### I
- des Issards[145]
- d'Izarn : cf. Yzarn

### J
- Jourda de Vaux[146] (Velay)
- Jurien de la Gravière[147] (Riom)

### L
- de Lacarrière ou La Carrière, de Comblat, la Tour[148],[1] (Carladès)
- de Langeac[149],[1]
- de Langlade[150]
- de Lapanouse de Viescamp[151]
- de Lastic, Lastic-Saint-Jal[152],[1] (Haute-Auvergne)
- de Lentilhac[153] orig. Quercy
- de Léotoing[154] et Léotoing d'Anjony (Haute-Auvergne)
- de Leygonie de Rangouse[155],[1] (Haute-Auvergne)
- de Ligondès[156],[1] (Haute-Auvergne)
- de Loubens de Verdalle[157],[1] (Restauration)

### M
- de Maffré alias Maffrey[158],[121]
- Manhès[159] (Empire)
- de Marillac[160] seigneurs de Saint-Genest
- de Méallet de Fargues[161],[1] (Haute-Auvergne)
- de Mercœur[162] famille attestée avant le XIIe siècle
- de Messac[163],[1],[76] (Haute-Auvergne)
- de Métivier de Val[1] (Haute-Auvergne)
- de Molen de La Vernède[164]
- de Molette de Morangiès[165]
- de Montagnac[166],[1]
- de Montal de Laroquebrou[167] (Haute-Auvergne) famille attestée avant le XIIe siècle
- de Montamat[168] (Carladès)
- de Montboissier-Beaufort-Canillac[169],[1] (Haute-Auvergne) comtours, famille attestée avant le XIIe siècle ; condamnée lors des grands jours.
- de Montclar alias Montclard[170] (Haute-Auvergne)
- de Monteil ou du Monteil[171] (Basse-Auvergne)
- de Montgolfier[172]
- de Montjou[173](Carladès)
- de Montmorin[174],[1]
- de Montravel[175] (Arlanc)
- de Montrognon de Salvert[176],[1]
- de Montvalat[177],[121] (Carladès)
- de Morel de La Colombe, de La Chapelle d'Apchier[178],[1]
- de Moret de Montarnal[179] (Carladès)
- Motier de La Fayette : cf. La Fayette
- de Murat[180] vicomtes (Haute-Auvergne)
- de Murat de Cros et Vernines[181]
- de Murat-Rochemaure de Teyssonières[182] (Haute-Auvergne)
- de Murat-Sistrières[183],[1],[89]

### N
- de Nerestang[184]
- de Noailles[185] (Haute-Auvergne)
- de Nonette[43] (Haute-Auvergne) famille attestée avant le XIIe siècle ; famille excommuniée, fonde Saint-Flour.
- de Nozières-Montal[186] (Jussac)

### O
- Ollier[187]

### P
- Pagès des Huttes, de Vixouze[188],[1],[89]
- de Passefon de Carbonat[189],[1],[89] (Haute-Auvergne)
- du Pastural alias Patural[190],[1] (Grandrif)
- de Pélamourgues[191],[1]
- Pellissier de Féligonde[192],[1]
- du Peloux de Saint-Romain[193],[194]
- du Pescher[195]
- de Pestels[196],[1] (Haute-Auvergne) (un membre de cette famille condamné lors des Grands jours)
- de Peyre, de Pierrefort[197] (Haute-Auvergne)
- de Peyronnenc de Saint-Chamarand[198],[1] (Haute-Auvergne)
- de Peyrusse des Cars[199] (Haute-Auvergne)
- de Polignac olim Potignat[200] d'extraction chevaleresque ; famille attestée avant le XIIe siècle.
- de Ponsonailles de Grizolles[201]chapitre noble de Blesle 1789
- du Pouget de Nadaillac[202](Carladès)
- de Pouzols de Carbonat[203]
- du Prat[204] famille chevaleresque attestée depuis le XIIIe siècle.
- Préveraud de Laubépierre[205] anoblie en 1786
- de Puel de Parlan[206],[121] (Haute-Auvergne)
- du Puy[207]

### Q
- de La Queuille[208]

### R
- de Raffin de la Raffinie[209] (Haute-Auvergne)
- de Rehès de Sampigny[210],[1]
- de Riberolles[211]
- de Ribier[212],[1]
- de Rieu alias Ruif[213] (Carladès)
- de Rigal[214],[1] (Haute-Auvergne)
- de Rillac ou Rilhac, Reilhac[215]
- de Riolz[216],[35] verriers
- de Robert-Lignerac[217],[1] (Haute-Auvergne)
- de Rochedragon[218]
- de Rochefort d'Ally[219],[1]
- de la Rochelambert[220],[1]
- de Rochette de Lempdes[221]
- de la Rochette de Rochegonde[222],[1]
- Rochon du Verdier[223] baillis de Montboissier ; anoblis par Marguerite de France.
- de Rodez-Bénavent (Carlat-Rodez)[224] (Carladès) famille attestée avant le XIIe siècle
- de Roger alias Rogiers[225]
- de la Roque de Cos-Cornut[226] (Haute-Auvergne)
- de la Roque de Montal[227] (Haute-Auvergne)
- de Roquemaurel[228]
- de la Roue[229] (Saint-Anthème)

### S
- de Sablon du Corail[230] reconnue 1757
- de Saint-Martial de Conros[231] (Haute-Auvergne)
- de Saint-Nectaire alias Seneterre[232],[1]
- de Saint-Pol ou de Saint-Paul[233]
- de Salers[234] (Haute-Auvergne)
- de la Salle de la Barrière, Rochemaure[235]
- Salvage de Lamargé[236],[1] (Haute-Auvergne)
- de Sampigny d'Effiat : cf. Rehès
- de Sarrazin[237],[1]
- Sarret de Fabrègues[238],[1] (Haute-Auvergne)
- de Sartiges[239],[1] (Haute-Auvergne)
- de Sauret d'Auliac[240],[1]
- de Scorailles olim d'Escoraille[241],[1] comtours, famille attestée avant le XIIe siècle
- de Sédages[242],[1]
- de Sévérac ou Séveyrac[243] d'extraction chevaleresque
- de Sistrières : cf. Murat-Sistrières
- de Solages de Toulet[244],[1]
- de Solignac[245],[246]
- de Soualhat de Fontalard[247],[1]
- de Suat de la Chazotte, de Chavagnac[248]
- de Suère[35] verriers

### T
- de Tassy de Montluc[249],[1]
- Teillard ou Teilhard[250] famille de magistrats originaire de Murat
- Teyras de Grandval[251],[1] anoblissement simple
- de Thiers[252],[1] vicomtes
- de Tinières[253], vicomtes de Narbonne
- de la Tour d'Auvergne[254] famille attestée avant le XIIe siècle
- de la Tour de la Borie, de la Placette[255],[1]
- de la Tour-Saint-Vidal[256],[257]
- de Tournemire[258],[1] (Haute-Auvergne), extraction chevaleresque sur preuves de 1259, admis aux Honneurs de la Cour (1778)
- de Tourtoulon olim de Tourtoulou[259] (Haute-Auvergne) simple extraction
- de Tourzel d'Alègre[260]
- de Trémeuges[261],[1] (Haute-Auvergne) d'extraction chevaleresque
- de Trémouilles ou Trémoulhes de Sansac[262]
- de Turenne d'Aynac (d'Aubepeyre)[263] extraction chevaleresque, famille attestée avant le XIIe siècle, originaire du Limousin
- de Turlande[264] (Carladès) ancienne extraction, famille attestée avant le XIe siècle, parente de Robert

### U
- d'Ussel[265] (Haute-Auvergne) famille attestée avant le XIIe siècle, rameau de celle de Limoges

### V
- Vacher de Tournemire ou Tournemine[266],[1] (Haute-Auvergne) (Restauration)
- de La Vaissière[267] (Haute-Auvergne)
- de La Valette (Viescamp)[268]
- de Verdier de Marcillac[269] (Carladès)
- de Vertamy[270] (Eglisolles, Viverols, Usson-en-Forez)
- de Vertolaye[271]
- de Veyrac[272]
- de Veyre[273] (Haute-Auvergne)
- de Vic[274] (Carladès)
- de Vichy de Busset, de Champrond[275]
- de Vigier de Prades[276] (Haute-Auvergne)
- de Vigouroux[277] ancienne extraction
- Vimal[278],[1]
- de Vissac d'Arlanc[279]
- de Vissaguet[280] (Arlanc)

### Y
- d'Yzarn de Freissinet[281],[121] (Carladès)

- Haut – A
- B
- C
- D
- E
- F
- G
- H
- I
- J
- K
- L
- M
- N
- O
- P
- Q
- R
- S
- T
- U
- V
- W
- X
- Y
- Z